# 伊斯比鎮區 (北達科他州卡弗利爾縣)
伊斯比鎮區（英語：Easby Township）是位於美國北達科他州卡弗利爾縣的一個鎮區。

## 地方資料
伊斯比鎮區的面積為93.37平方千米，當中陸地面積為92.79平方千米，而水域面積為0.58平方千米。根據2020年美國人口普查的數據，當地共有人口34人，而人口密度為每平方千米0.36人。